# Пахтакор (футбольний клуб)
ФК «Пахтако́р» Ташкент (узб. «Paxtakor» futbol klubi) — узбецький футбольний клуб з міста Ташкента. Один з найвідоміших клубів Узбекистану. Найтитулованіший клуб Узбекистану (14-разовий чемпіон та 13-разовий володар Кубку Узбекистану). Протягом 36 сезонів (1956—1991) виступав у різних лігах чемпіонату СРСР, у тому числі 22 сезони у Вищій лізі СРСР. Єдиний клуб з Середньої Азії, що грав у фіналі Кубку СРСР. Від 1992 року є неодмінним учасником Вищої ліги (з 2008 року — Суперліги) чемпіонату Узбекистану.

## Історія

### Радянський період
Свій перший матч «Пахтакор» провів 8 квітня 1956 з командою міста Молотова (нині — Перм). Цей день вважається днем заснування клубу.
У 1959 році команда вийшла у Вищу лігу чемпіонату СРСР. Найяскравішим футболістом «Пахтакора» в 1960-і роки був нападник Геннадій Красницький.
У сезоні 1962 року команда зайняла 6-е місце в чемпіонаті СРСР, але розвинути цей успіх не вдалося, а в наступному сезоні клуб залишив найвищий дивізіон. У 1964 році «Пахтакор» під керівництвом Олександра Абрамова зміг повернутися до Вищої ліги.
У 1968 році клуб пробився у фінал Кубка СРСР, де поступився московському «Торпедо» з рахунком 0:1.
У 1971 році «Пахтакор» знову вилетів у Першу лігу, а в наступному сезоні повернувся у Вищу лігу, вигравши турнір Першої ліги.[джерело?]
Наприкінці 1970-х років у «Пахтакора» підібралася перспективна команда, але в 1979 році трапилася трагедія: на шляху до Мінська на гру проти місцевої команди в небі поблизу Дніпродзержинська літак з гравцями «Пахтакора» зіштовхнувся з іншим літаком. Через цю трагедію в 1979 році і кількох наступних чемпіонатах клуб «Пахтакор» був посилений добровольцями з інших клубів. Крім того, до регламенту чемпіонату СРСР з футболу була внесена стаття, за якою протягом 3 років, незалежно від результатів, «Пахтакор» зберігав місце у Вищій лізі радянського футболу. Було зібрано нову команду. Зокрема, до неї прийшов нападник Андрій Якубик, який у сезоні 1982 став найкращим бомбардиром Вищої ліги та допоміг команді зайняти 6-те місце. У 1984 році команда вилетіла до Першої ліги і надалі формувалася з гравців дублюючого чи навіть юніорського складу й не претендувала на повернення до найвищого дивізіону, що породило іронічний вираз того часу — «Пахтакор-чемпіон»[джерело?]. Утім, у 1991 році команда таки вийшла до Вищої ліги, але це був останній розіграш чемпіонату СРСР.
«Пахтакор» був єдиним узбецьким клубом в історії Вищої ліги СРСР. Він провів там 22 сезони, маючи 212 перемог, 211 нічиїх та 299 поразок. Його найкращим результатом у лізі було 6-те місце, якого клуб досягав двічі: у 1962 та 1982 роках. А в 1968 році команда, єдина з команд Середньої Азії, виходила у фінал Кубку СРСР. У тому матчі в складі «Пахтакора» грали:
Микола Любарцев, Сергій Доценко, Володимир Штерн, Віктор Науменко, Ахрол Іноятов, Хамід Рахматуллаєв, Віктор Варюхін, В'ячеслав Бекташев (Туляган Ісаков, 74), Берадор Абдураїмов, Геннадій Красницький, Бохадир Ібрагімов. Тренер — Євген Єлисєєв.
Найбільше матчів у вищій лізі чемпіонату СРСР провели:
| М  | Гравець              | Ігри  |
|    |                      |       |
| 1. | Берадор Абдураїмов   | — 302 |
| 2. | Геннадій Красницький | — 247 |
| 3. | Віталій Суюнов       | — 211 |
| 4. | Володимир Штерн      | — 301 |
| 5. | Туляган Ісаков       | — 190 |
| 6. | Віктор Варюхін       | — 186 |
|    | Володимир Таджиров   | — 186 |
| 8. | Хамід Рахматуллаєв   | — 184 |
| 9. | Геннадій Денисов     | — 177 |
|    | Юрій Пшеничников     | — 177 |

| М   | Гравець             | Ігри  |
|     |                     |       |
| 11. | Бохадир Ібрагімов   | — 174 |
| 12. | Олександр Яновський | — 159 |
| 13. | Віктор Науменко     | — 156 |
| 14. | Ахрол Іноятов       | — 154 |
| 15. | Михайло Ан          | — 138 |
| 16. | Максуд Шаріпов      | — 135 |
| 17. | Нурітдін Амрієв     | — 134 |
| 18. | Андрій Якубик       | — 131 |
| 19. | Олександр Корченов  | — 126 |
| 20. | Валерій Мухін       | — 120 |

Найрезультативніші гравці клубу по сезонам:
| Рік  | Гравець              | Голи       |
|      |                      |            |
| 1956 | Михайло Боркін       | — 11 (Д-2) |
| 1957 | Михайло Боркін       | — 11 (Д-2) |
| 1958 | Геннадій Красницький | — 12 (Д-2) |
| 1959 | Геннадій Красницький | — 12 (Д-2) |
| 1960 | Геннадій Красницький | — 19       |
| 1961 | Геннадій Красницький | — 20       |
| 1962 | Берадор Абдураїмов   | — 8        |
| 1963 | Геннадій Красницький | — 14       |
| 1964 | Геннадій Красницький | — 16 (Д-2) |
| 1965 | Геннадій Красницький | — 13       |
| 1966 | Геннадій Красницький | — 10       |
| 1967 | Геннадій Красницький | — 10       |
| 1968 | Берадор Абдураїмов   | — 22       |
| 1969 | В'ячеслав Бекташев   | — 8        |
|      | Геннадій Красницький | — 8        |
| 1970 | Володимир Родіонов   | — 7        |
| 1971 | Берадор Абдураїмов   | — 7        |
| 1972 | Берадор Абдураїмов   | — 34 (Д-2) |
| 1973 | Берадор Абдураїмов   | — 12       |

| Рік  | Гравець            | Голи       |
|      |                    |            |
| 1974 | Михайло Ан         | — 11       |
| 1975 | Михайло Ан         | — 8        |
| 1976 | Володимир Федоров  | — 16 (Д-2) |
| 1977 | Михайло Ан         | — 10 (Д-2) |
| 1978 | Констянтин Баканов | — 7        |
|      | Володимир Федоров  | — 7        |
| 1979 | Віктор Чуркін      | — 5        |
| 1980 | Андрій Якубик      | — 8        |
| 1981 | Андрій Якубик      | — 13       |
| 1982 | Андрій Якубик      | — 23       |
| 1983 | Андрій Якубик      | — 15       |
| 1984 | Ігор Шквирін       | — 9        |
| 1985 | Айдер Зейтулаєв    | — 11 (Д-2) |
| 1986 | Айдер Зейтулаєв    | — 13 (Д-2) |
| 1987 | Марат Кабаєв       | — 16 (Д-2) |
| 1988 | Олександр Міхель   | — 12 (Д-2) |
| 1989 | Азамат Абдураїмов  | — 13 (Д-2) |
| 1990 | Ігор Шквирін       | — 37 (Д-2) |
| 1991 | Ігор Шквирін       | — 14       |

У складі першої збірної СРСР виступали: Володимир Федоров, Юрій Пшеничников, Геннадій Красницький і Михайло Ан. За олімпійську збірну СРСР грали: Васіліс Хадзіпанагіс, Мірджалол Касимов і Мустафа Белялов.
З 1992 року «Пахтакор» — неодмінний учасник вищої ліги чемпіонату Узбекистану.

### Новітній період
Після розпаду СРСР настав новий період в історії клубу. У 1992 році «Пахтакор» взяв участь у першому розіграші Вищої ліги чемпіонату Узбекистану. Від 1992 року «Пахтакор» став найуспішнішим футбольним клубом у країні з 14-ма перемогами в національному чемпіонаті та 13-ма в Кубку Узбекистану. До 2014 року клуб «Пахтакор» був єдиною командою, яка брала участь у всіх сезонах Ліги чемпіонів АФК, починаючи від заснування турніру в 2002 році. З 2002 року клуб 17 разів виступав у Лізі чемпіонів АФК.
Невдалим був виступ клубу в Лізі чемпіонів АФК сезону 2011 року. 4 травня 2011 року «Пахтакор» поступився «Аль-Насру» та припинив виступи в цьому Азійському турнірі. У цьому матчі, через велику кількість травмованих футболістів, головний тренер «Пахтакору» Равшан Хайдаров змушений був включити до складу команди на цей матч молодих гравців, через що клуб встановив рекорд Ліги чемпіонів АФК як наймолодша команда-учасниця турніру (середній вік гравців команди на день проведення матчу становив 21,8 року). Середній вік футболістів команди на сезон 2011 року буановив в 23,3 роки.

## Досягнення
- Вища ліга
  -  Чемпіон (16 — рекорд): 1992, 1998, 2002, 2003, 2004, 2005, 2006, 2007, 2012, 2014, 2015, 2019, 2020, 2021, 2022, 2023.
  -  Віце-чемпіон (6): 1993, 2001, 2008, 2009, 2010, 2018
  -  Бронзовий призер (2): 2011, 2017

- Кубок Узбекистану
  -  Володар (13 — рекорд): 1993, 1997, 2001, 2002, 2003, 2004, 2005, 2006, 2007, 2009, 2011, 2019, 2020
  -  Фіналіст (4): 1996, 2008, 2018, 2021

- Суперкубок Узбекистану
  -  Володар (2): 2021, 2022

- Перша ліга СРСР з футболу
  -  Чемпіон (1): 1972

- Кубок СРСР з футболу
  -  Фіналіст (1): 1968

- Ліга чемпіонів АФК:
  - 1/2 фіналу (2) — 2002/03, 2004

- Кубок Співдружності:
  -  Володар (1): 2007
  -  Фіналіст (1): 2008

- Кубок Індійської Футбольної Асоціації (IFA Shield)
  -  Володар (1): 1993

## УзбецькеEl Clasico
Матчі між «Пахтакором» та «Нефтчі» (Фергана) проводяться з 1992 року. Перший матч між цими двома клубами відбувся 25 травня 1992 року в Ташкенті.

## Середньоазійське дербі
Суперництво алматинського «Кайрата» і ташкентського «Пахтакора» в чемпіонатах СРСР — середньоазійське дербі — було основною спортивною подією року, його в обов'язковому порядку відвідувало найвище керівництво республік.
У чемпіонатах і кубках СРСР з футболу команди зустрічалися між собою 50 разів: 18 перемог «Пахтакора», 21 «Кайрата», 11 нічиїх.

## Стадіон

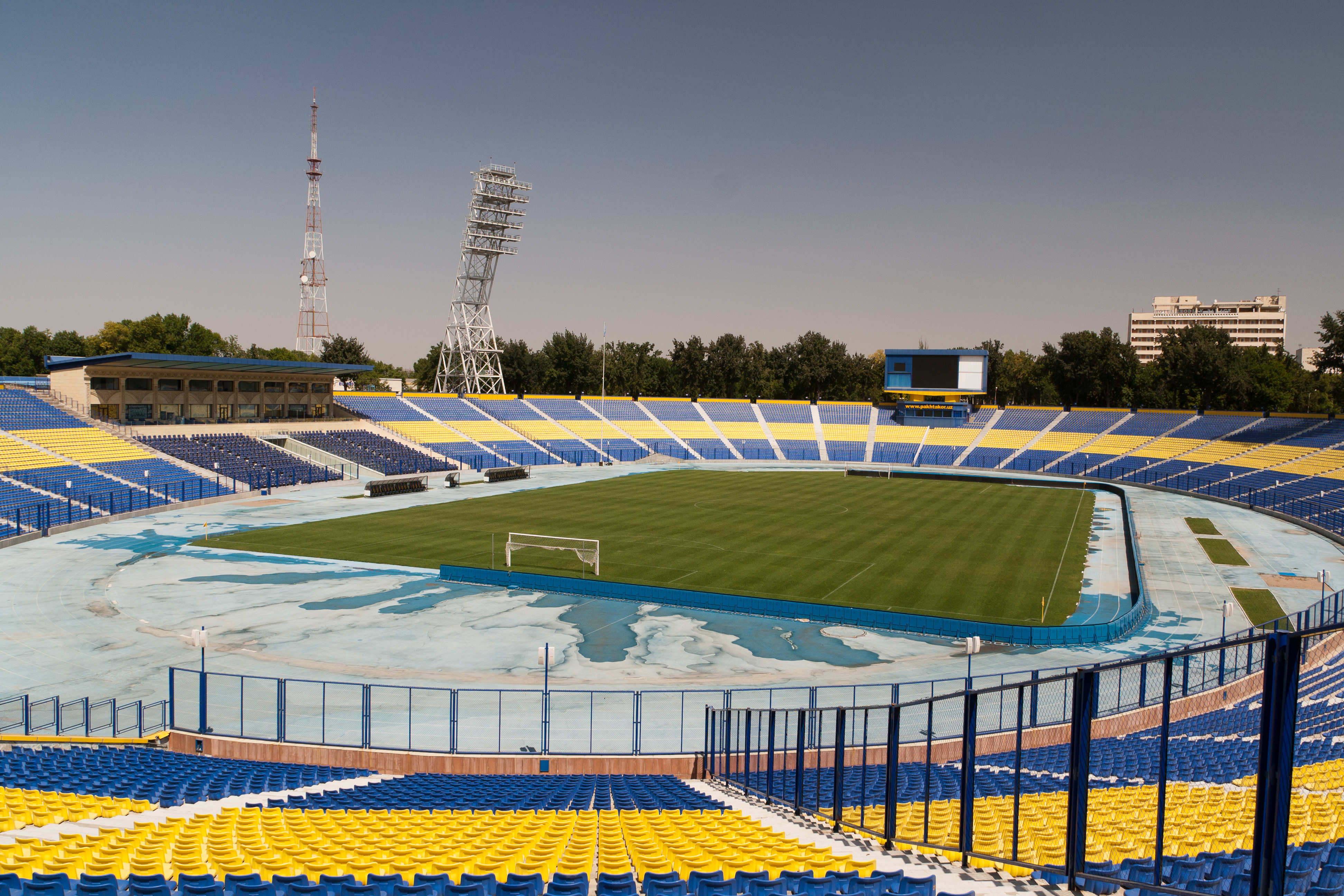
Центральний стадіон «Пахтакор» в Ташкенті.

Центральний стадіон «Пахтакор» в Ташкенті було збудовано в 1956 році з місткістю 55 000 уболівальників. У 1996 році відбулася реконструкція стадіону. У 2007 році менеджмент клубу оголосив про чергову реконструкцію стадіону. Роботи по реконструкції були завершені в 2009 році, місткість стадіону зменшилася до 35 000, а місця на стадіоні залишилися виключно сидячі. У січні 2010 року стадіон було обрано найкращою спортивною спорудою Узбекистану 2009 року.

## У масовій культурі
Відомі узбецькі виконавці Шахзода, Рустам Гаїпов, групи «Парвоз» (екс), «Квартет», «Боялар» та «Уммон» присвятили свої пісні ФК «Пахтакор».

## Історія виступів клубу в чемпіонатах та кубку
| Сезон | Місце в чемпіонаті Узбекистану | Кубок Узбекистану | Найкращий бомбардир (чемпіонат Узбекистану) | Азійські кубки | Азійські кубки |
| ----- | ------------------------------ | ----------------- | ------------------------------------------- | -------------- | -------------- |
| 1992  | 1                              | 1/16 ф.           | Валерій Кечинов – 24                        | -              |                |
| 1993  | 2                              | Переможець        | Шухрат Максудов – 15 (1)                    | -              |                |
| 1994  | 8                              | 1/2 ф.            |                                             | Попер. р.      |                |
| 1995  | 4                              | 1/4 ф.            |                                             | -              |                |
| 1996  | 6                              | Фінал             | Ділмурад Назаров – 12 Равшан Бозоров – 12   | -              |                |
| 1997  | 5                              | Переможець        | -                                           | -              |                |
| 1998  | 1                              | 1/2 ф.            | Мірджалол Касимов Ігор Шквирін –по 22       | 3-й р.         |                |
| 1999  | 4                              | -1                |                                             | 1-й р.         |                |
| 2000  | 7                              | 1/4 ф.            | Ігор Шквирін – 20                           | -              |                |
| 2001  | 2                              | Переможець        | Негметулла Кутибаєв – 16                    | 2-й р.         |                |
| 2002  | 1                              | Переможець        | Гочгули Гочгулиєв – 14                      | -              |                |
| 2003  | 1                              | Переможець        | Зайниддін Таджиєв – 13                      | 1/2 ф.         |                |
| 2004  | 1                              | Переможець        | Леонід Кошелєв – 12                         | 1/2 ф.         |                |
| 2005  | 1                              | Переможець        | Анвар Солієв – 29                           | Гр. етап       |                |
| 2006  | 1                              | Переможець        | Сервер Джепаров – 18                        | Гр. етап       |                |
| 2007  | 1                              | Переможець        | Олександр Гейнрих – 16 (2)                  | Гр. етап       |                |
| 2008  | 2                              | Фінал             | Зайниддін Таджиєв – 17 (1)                  | Гр. етап       |                |
| 2009  | 2                              | Переможець        | Оділ Ахмедов – 16 (1)                       | 1/4 ф.         |                |

| Сезон | Місце в чемпіонаті Узбекистану | Кубок Узбекистану | Найкращий бомбардир (чемпіонат Узбекистану)                   | Азійські кубки | Азійські кубки |
| ----- | ------------------------------ | ----------------- | ------------------------------------------------------------- | -------------- | -------------- |
| 2010  | 2                              | ЧФ                | Олександр Гейнрих – 11                                        | 1/8 ф.         |                |
| 2011  | 3                              | Переможець        | Душан Савич – 7                                               | Гр. етап       |                |
| 2012  | 1                              | 1/2 ф.            | Темурходжа Абдухоликов – 13 (0)                               | Гр. етап       |                |
| 2013  | 4                              | 1/2 ф.            | Кахі Махарадзе Темурходжа Абдухоликов – 6 Ділшод Шарофетдінов | Гр. етап       |                |
| 2014  | 1                              | 1/2 ф.            | Ігор Сергєєв – 11                                             | –              |                |
| 2015  | 1                              | 1/2 ф.            | Ігор Сергєєв – 24                                             | Гр. етап       |                |
| 2016  | 5                              | 1/8 ф.            | Ігор Сергєєв – 12                                             | Гр. етап       |                |
| 2017  | 3                              | 1/8 ф.            | Ігор Сергєєв – 13                                             | -              |                |
| 2018  | 2                              | Фінал             | Тіагу Безерра – 17                                            | Раунд плей-оф  |                |
| 2019  | 1                              | Переможець        | Драган Черан – 23 (6)                                         | Гр. етап       |                |
| 2020  | 1                              | Переможець        | Драган Черан – 20 (3)                                         | 1/4 ф.         |                |
| 2021  | 1                              | Фінал             | Драган Черан – 16 (8)                                         | н/д            |                |

↑  Кубок Узбекистану 1999 року не відбувся 

## Виступи в азійських кубках під егідою АФК
| - Кубок володарів кубків Азії: 3 виступи 1994–95: Попередній раунд 1998–99: 1/4 фіналу 2001–02: Другий раунд - Ліга чемпіонів АФК: 17 виступів 2002–03: 4-те місце 2004: 1/2 фіналу 2005: Груповий етап 2006: Груповий етап 2007: Груповий етап 2008: Груповий етап 2009: 1/4 фіналу 2010: 1/16 фіналу 2011: Груповий етап 2012: Груповий етап 2013: Груповий етап 2015: Груповий етап 2016: Груповий етап 2018: Плей-оф 2019: Груповий етап 2020: 1/4 фіналу 2021: н/д - Азійський клубний чемпіонат: 1 виступ 2000: Перший раунд |

## Персонал

### Керівництво клубу
| Посада                              | Ім'я                        |
| ----------------------------------- | --------------------------- |
| Президент                           | Ботир Рахімов               |
| Віце-президент                      | Самвел Бабаян (?)           |
| Генеральний директор                | Дмитро Адісман              |
| Заступник генерального директора    | Равшан Салімов (?)          |
| Спортивний директор                 | Жафар Ірісметов             |
| Директор молодіжної академії        | Ділшод Нуралієв (?)         |
| Керівник прес-служби клубу          | Нодир Абдукодиров (?)       |
| Керівник міжнародного відділу клубу | Фахриддін Ісамукхамедов (?) |

### Тренерський штаб
| Посада                   | Ім'я                |
| ------------------------ | ------------------- |
| Головний тренер          | Максим Шацьких      |
| Тренер                   | Джасур Абдураімов   |
| Тренер                   | Гоча Ткебучава      |
| Консультант тренера      | Віктор Джалілов (?) |
| Тренер воротарів         | Денис Іванков       |
| Тренер з фіз. підготовки | Ласло Ямбор         |
| Лікар                    | Умід Бахрамов (?)   |
| Масажист                 | Анвар Бісеров (?)   |
| Масажист                 | Шавкат Єрьомін (?)  |
| Адміністратор            | Даврон Саїдов (?)   |

## Відомі футболісти

### Часів СРСР
- Геннадій Красницький
- Берадор Абдураїмов
- Васіліс Хадзіпанагіс
- Михайло Ан
- Володимир Федоров
- Андрій Якубик
- Геннадій Денисов
- Хорен Оганесян
- Станіслав Стадник
- Юрій Пшеничников
- Валерій Варюшин
- Валерій Глушаков
- Сергій Доценко
- Абдусамат Дурманов
- Євгеній Жуков
- Юрій Загуменних
- Ігор Іванов
- Марат Кабаєв
- Гінтарас Квіткаускас
- Валерій Кечинов
- Володимир Кобзєв
- Олексій Петрушин
- Андрій П'ятницький
- Олександр Яновський

### Часів незалежності Узбекистану
- Темурходжа Абдухоліков
- Афзал Азізов
- Андрій Акопянц
- Асрор Алікулов
- Станіслав Андреєв
- Оділ Ахмедов
- Бахтияр Ашурматов
- Олег Бєляков
- Марат Бікмаєв
- Павло Бугало
- Олександр Гейнрих
- Сервер Джепаров
- Темур Джураєв
- Олег Зотеєв
- Іслом Іномов
- Жафар Ірісметов
- Анзур Ісмаїлов
- Тимур Кападзе
- Шерзод Карімов
- Мірджалол Касимов
- Олександр Кожухов
- Володимир Козак
- Леонід Кошелєв
- Єгор Кримець
- Ярослав Крушельницький
- Ільдар Магдеєв
- Шавкат Мулладжанов
- Володимир Шишелов
- Ігнатій Нестеров
- Олексій Ніколаєв
- В'ячеслав Пономарьов
- Анвар Раджабов
- Ігор Сергєєв
- Анвар Солієв
- Павло Соломин
- Ільхом Суюнов
- Зайниддін Таджиєв
- Камолиддін Таджиєв
- Фарход Таджиєв
- Нумон Хасанов
- Олександр Хвостунов
- Олег Шацьких
- Ільхом Шаріпов
- Микола Ширшов
- Володимир Шишелов
- Ігор Шквирін
- Артур Геворкян
- Гочгули Гочгулиєв
- Костянтин Сосенко
- Улугбек Асанбаєв
- Кайрат Утабаєв
- Віргініус Балтушникас
- Гінтарас Квіткаускас
- Владислав Лютий
- Сергій Майборода
- Іраклій Кліміашвілі
- Каха Махарадзе
- Боян Міладинович
- Мілан Ніколич
- Драган Черан
- Мілорад Януш
- Санібал Ораховац
- Аднан Ораховац
- Дарко Маркович
- Душан Савич
- Жора Оганесян
- Сібамура Наоя
- Уче Іхеруоме

## Головні тренери
- Валерій Бехтенєв (1956)
- Юрій Ходотов (1957)
- Лев Ольшанський (1957—1959)
- Олександр Келлер (1960—1963)
- Гаврило Качалін (1964)
- Олександр Абрамова (1964)
- Савелій Сафронов (1964)
- Борис Набоков (1964)
- Михайло Якушин (1965—1966)
- Борис Аркадьєв (1967)
- Євген Єлисєєв (1968)
- Михайло Якушин (1969—1970)
- Олександр Келлер (1971)
- Геннадій Красницький (1971)
- В'ячеслав Соловйов (1972—1975)
- Гаврило Качалін (1975)
- Анатолій Башашкін (1976)
- Геннадій Красницький (1976)
- Олександр Кочетков (1977—1979)
- Олег Базилевич (1979)
- Сергій Мосягін (1980)
- Іштван Секеч (1981—1985)
- Віктор Тихонов (1985—1986)
- Берадор Абдураїмов (1987—1988)
- Віктор Носов (1989)
- Федір Новіков (1990—1991)
- Ахрол Іноятов (1991)
- Олександр Тарханов (1992)
- Ахрол Іноятов (1992)
- Бохадир Ібрагімов (1993)
- Рустам Акрамов (1994, 1-ше коло)
- Ахрол Іноятов (1994, 2-ге коло)
- Віталій Суюнов (1994, після 4 туру)
- Ганс Верел (1995—1996, червень)
- Олександр Іванков (1996, червень — 1997)
- Убіражара Вега да Сілва (1998)[10]
- Ахмаджон Убайдуллаєв (1999)
- Олександр Іванков (2000)[11]
- Сергій Бутенко (2001—2002)
- Віктор Джалілов (2002)
- Тачмурад Агамурадов (2003—2006)
- Валерій Непомнящий (2006)
- Равшан Хайдаров (2006—2008)
- Віктор Джалілов (2008—2009)
- Миодраг Радулович (2010)
- Равшан Хайдаров (2010—2011)
- Мурадбек Ісмаїлов(в.о., 2011)
- Деян Джурджевич (2012)
- Мурадбек Ісмаїлов(2012—2014)
- Самвел Бабаян (в.о., 2014—2015)
- Нумон Хасанов (2015—2016)
- Григорій Колосовський (2016—2017)
- Равшан Хайдаров (2017)
- Жасур Абдураїмов (2017)
- Шота Арвеладзе (2017—2020)
- Пітер Гойстра (2021—2022)
- Максим Шацьких (з 2022)